# Tom und ich und Nibbelchen
Tom und ich und Nibbelchen ist ein US-amerikanischer Zeichentrick-Kurzfilm von William Hanna und Joseph Barbera aus dem Jahr 1949.

## Handlung
Es ist Thanksgiving. Jerry sitzt in seinem Mäusebau und isst Käse von der vor dem Mauseloch stehenden Mausefalle, als es an seiner Tür klingelt. Er hatte sich angeboten, Thanksgiving ein Mauswaisenkind aufzunehmen und so wird ihm nun Nibbelchen geschickt. Der an ihn geheftete Brief sagt, dass Nibbelchen immer sehr hungrig ist. Da Jerry kein Essen in seiner Höhle hat, begeben sich beide Mäuse in die Wohnung, wo Nibbelchen zunächst Kater Toms Milchschale halb leer trinkt. Kurze Zeit später entdeckt die kleine Maus den reich gedeckten Thanksgiving-Tisch und frisst sich durch die Speisen.
Bald wird Tom auf die beiden Mäuse aufmerksam und die Jagd beginnt. Sie endet in der vollständigen Zerstörung eines Schranks samt Porzellan und einem Tom, der sich beiden Mäusen ergibt. Zu dritt sitzen sie schließlich vor dem Thanksgiving-Truthahn, den jedoch Nibbelchen in wenigen Sekunden allein verspeist.

## Produktion
Tom und ich und Nibbelchen kam offiziell am 30. April 1949 als Teil der MGM-Trickfilmserie Tom und Jerry in die Kinos. Der Film wurde bereits 1948 für kurze Zeit im Kino gezeigt, sodass er für die Oscarverleihung 1949 nominiert werden konnte.

## Auszeichnungen
Tom und ich und Nibbelchen gewann 1949 den Oscar in der Kategorie „Bester animierter Kurzfilm“.